# شهرستان بیوت (آیداهو)
شهرستان بیوت، آیداهو (به انگلیسی: Butte County, Idaho) یک سکونتگاه مسکونی در ایالات متحده آمریکا است که در آیداهو واقع شده‌است.

## خصوصیات
شهرستان بیوت ۵٬۷۸۶٫۰۷ کیلومترمربع مساحت دارد.